# Copa Pepe Reyes 2021
La Copa Pepe Reyes 2021 fue la XX edición del torneo. Se disputó a un único partido el 22 de septiembre de 2021 en el Estadio Victoria.
El campeón de la Liga y de la Copa fue el mismo equipo; por lo tanto, en esta edición de la Supercopa se enfrentó el campeón de ambas competiciones en la temporada 2020/21 (Lincoln Red Imps) y el subcampeón de la Gibraltar National League de la misma temporada (Europa).
Europa se coronó campeón, consiguiendo su cuarto título.

## Participantes
| Club             | Método de clasificación                                         |
| ---------------- | --------------------------------------------------------------- |
| Europa           | Subcampeón de la Gibraltar National League 2020-21              |
| Lincoln Red Imps | Campeón de la Gibraltar National League 2020-21 y Rock Cup 2021 |

## Final
| 22 de septiembre de 2021, 20:30 | Lincoln Red Imps | 1:3 (1:1) | Europa                                          | Estadio Victoria, Gibraltar |  |
|                                 | Ethan Britto 34' | Reporte   | Rico Domínguez 16', 57' · Anthony Hernandez 79' |                             |  |

### Campeón
| Campeón Copa Pepe Reyes 2021 |
| ---------------------------- |
| Europa 4.° título            |